# Юртово (Татарстан)
Юртово — посёлок в Мензелинском районе Татарстана. Административный центр и единственный населенный пункт Юртовского сельского поселения.

## География
Находится в 2 км к юго-западу от города Мензелинск. Примыкает к автодороге М7 «Волга».

## История
Основан в 1963 году, первоначальное название Елховка, с 1988 Юртово по имени ликвидированной деревни Юртово, жители которой были переселены в Елховку в период подготовки к заполнению Нижнекамского водохранилища).

## Население
| 2016 |
| ---- |
| 393  |

Постоянных жителей было: в 1989—334, в 2002—395 (татары 53 %, русские 44 %), 390 в 2010.